# Distretto di Quelloúno
Il distretto di Quelloúno è uno degli undici distretti della  provincia di La Convención, in Perù. Si trova nella regione di Cusco.